# Diplazium chrysocarpum
Diplazium chrysocarpum là một loài thực vật có mạch trong họ Woodsiaceae. Loài này được Alderw. miêu tả khoa học đầu tiên năm 1914.